# Arne Møller (calciatore 1904)
Arne Møller (16 novembre 1904 – 24 marzo 1963) è stato un calciatore norvegese, di ruolo attaccante.

## Carriera

### Club
Møller vestì la maglia del Frigg.

### Nazionale
Conta 9 presenze e una rete per la Norvegia. Esordì il 30 agosto 1924, in occasione della sconfitta per 2-0 contro la Finlandia.